# Bobrowica
Bobrowica (ukr. Бобровиця, Bobrowycia) – miasto na Ukrainie w obwodzie czernihowskim, siedziba władz rejonu bobrowickiego.
Z Bobrowicy pochodzi Olha Korobka, ukraińska sztangistka, mistrzyni Europy, medalistka mistrzostw świata.

## Historia
W 1614 roku była miastem królewskim.
Status osiedla typu miejskiego posiada od 1923.
Miasto od 1958.
W 1989 liczyła 12 796 mieszkańców.